# Грималюк Іван Юрійович
Іва́н Ю́рійович Грималю́к (10 вересня 1904, с. Річка, нині Косівський район Івано-Франківська область — 8 вересня 1989, там само) — український майстер художнього випалювання на дереві. Заслужений майстер народної творчості УРСР (1982), член Спілки художників СРСР (1964).

## Життєпис
Боднарством у родині Грималюків займались з діда-прадіда. Іван Юрійович перейняв ремесло від батька, і вже з 14 років працював самостійно. У 1940 — один із перших членів утвореної у Косові артілі «Гуцульщина» та філіалу артілі у своєму рідному селі. Працював також у Косівських художньо-виробничих майстернях Художнього фонду УРСР.
Учасник численних всесоюзних, обласних та міжнародних виставок: США, Канада, Болгарія, Угорщина, Югославія, Польща, Велика Британія. Твори зберігаються у багатьох музеях України, Росії, Білорусі, Естонії.
У Національному музеї народного мистецтва Гуцульщини та Покуття імені Й. Кобринського зберігається 150 творів майстра.

## Твори
Декоративний посуд (коновки, гарчики, бербениці, бочівки, фаски, рогачі, сільнички, цебрики, дійнички, кошики, двійнята, пасківці, ложкарі, рахви, відра, маслянки, черпаки, полонники, вази), сувеніри.